# Lozovivka, Starobilsk
Lozovivka (în ucraineană Лозовівка) este un sat în comuna Hvorosteanivka din raionul Starobilsk, regiunea Luhansk, Ucraina.

## Demografie
Componența lingvistică a localității Lozovivka
     Ucraineană (98%)
     Rusă (1,77%)
     Alte limbi (0,22%)
Conform recensământului din 2001, majoritatea populației localității Lozovivka era vorbitoare de ucraineană (98%), existând în minoritate și vorbitori de rusă (1,77%).